# Jules Tessier (auteur essayiste)
Pour l’article homonyme, voir Jules Tessier (homme politique).
Jules Tessier, né en 1941, est un professeur retraité de l'Université d'Ottawa.

## Biographie
Jules Tessier, né en 1941, est un professeur retraité de l'Université d'Ottawa.
En 1991, il a fondé la revue savante Francophonies d’Amérique dont il a assumé la direction pendant les dix premières années.
En 1995-1996, il a occupé la présidence du Comité régional d’Amérique du Nord des études françaises et des filières francophones de l’AUPELF-UREF.
Au printemps de 2021, il a conclu une série de six essais lors de la parution de Rideau !, chez Fides. Selon Louis Cornellier : « Grâce à son écriture pleine de naturel, d’élégance et de fluidité, Jules Tessier charme et convainc toujours, même lorsqu’il aborde des sujets qui peuvent nous  laisser froid. »,,,. 

## Publications
- Jules Tessier et Pierre-Louis Vaillancourt, (s. la dir. de), Les Autres littératures d’expression française en Amérique du Nord,  Ottawa, Éditions de l’Université d’Ottawa, 1987, 164 p.
- Nicole Maury et Jules Tessier, À l’écoute des francophones d’Amérique, Montréal, Centre éducatif et culturel, 1991, 403 p + une cassette incluant 22 enregistrements de différents types de français prélevés partout sur le continent.
- Concordance synoptique de Menaud, maître-draveur, Université d’Ottawa, CRCCF, 1999, 400 p.
- Roger Le Moine et Jules Tessier,  (s. la dir. de),  Relecture de l’œuvre de Félix-Antoine Savard, Montréal, Fides, 1999, 194 p.
- Américanité et francité, Ottawa,  Le Nordir, 2001, 207 p.
- Marie Anaïs Forest et son monde, Montréal, Éditions Souvenances,  1ère éd., 2001, 363 p.; 2e éd., 2002,  435 p.
- Ô Nicolet!,  Nicolet, Éditions Séminaire de Nicolet 2000,  2003,  297 p
- Sur la terre comme un ciel…, Montréal, Fides, 2010,  272 p.
- Le ciel peut donc attendre, Lévis, Les Éditions de la Francophonie, 2013,  231 p.
- Avant de quitter ces lieux, Montréal,  Del Busso Éditeur, 2014, 222 p.
- Mot de passe, Montréal, Fides, 2017, 317 p.
- Point final ?, Montréal, Fides, 2019, 310 p.
- Rideau !, Montréal, Fides, 2021, 322 p.

## Autres
Il est également l'auteur de nombreuses recensions d'ouvrages, parues dans la revue Francophonies d’Amérique.
Chapitres de livres, articles, communications :
- « Le Rôle particulier des éléments exogènes dans l’œuvre de Jean-Marc Dalpé et de Louise Fiset », La littérature franco-ontarienne : État des lieux, Série monographie en sciences humaines, Université Laurentienne, 2000, p.153-172.
- « Propagande, mythe et utopie dans la littérature franco-ontarienne », Croire à l’écriture, Hommage à Jean-Louis Major, Orléans, Les Éditions David, 2000, p. 355-366.
- « La décanadianisation de Menaud, la désacralisation de l’Abatis, la démétaphorisation des deux », Roger Le Moine et Jules Tessier (s. la dir. de -), Relecture de l’œuvre de Félix-Antoine Savard, Fides 1999, p.105-116.
- « Plaidoyer pour une nouvelle critique adaptée aux « petites » littératures », Toutes les photos finissent-elles par se ressembler ? Actes du forum sur la situation des arts au Canada français, Prise de parole et l’institut franco-ontarien, 1999, p.309-318.
- « Le Mythe et la Fonction identitaire dans les littératures d’expression française en Amérique du Nord », Francophonies plurielles, communications choisies, Sudbury, Institut franco-ontarien, 1998, p.99-126.
- « La Métalinguistique dans l’œuvre de Félix-Antoine Savard », Significations, essais en l’honneur d’Henry Schogt, Canadian Scholar’s Press, 1997, p.241-251.
- « Quand la déterritorialisation déschizophrénise ou De l’inclusion de l'anglais dans la littérature d’expression française hors Québec », Le festin de Babel/Babel’s feast, Études sur le texte et ses transformations, vol. IX, no 1, 1er semestre 1996, p.177-209.
- « Mythe et ethnicité dans divers romans de Maurice Constantin-Weyer, inspirés par le Canada », L’Ouest français et la francophonie nord-américaine, Presses de l’Université d’Angers, 1996, p.325-343.
- « Les Franco-Ontariens vus à travers leur littérature », Identité et cultures nationales, l’Amérique française en mutation, Les Presses de l’Université Laval, 1995, p.179-204.
- « Promotion et diffusion des publications en langue française sur le continent nord-américain», Comité régional d’Amérique du nord des études françaises et des filières francophones de l’ AUPELF-UREF», États généraux de la recherche sur la francophonie à l’extérieur du Québec, Les Presses de l’Université d’Ottawa, 1995, p.259-263.
- « De l’anglais comme élément esthétique à part entière chez trois poètes du Canada français : Charles Leblanc, Patrice Desbiens et Guy Arsenault », La production culturelle en milieu minoritaire, les actes du 13e colloque du Centre d’études franco-canadiennes de l’Ouest, Presses universitaires de Saint-Boniface, 1993, p. 255-273.
- « Tchipayuk de Ronald Lavallée, un roman quadrichromie », Mélanges de littérature canadienne-française et québécoise offerts à Réjean Robidoux, Les Presses de l’Université  d’Ottawa, 1992, p.337-350.
- « L’Acculturation dans Tchipayuk de Ronald Lavallée »,  Après dix ans…Bilan et prospective, actes du 11e colloque du Centre d’études franco-canadiennes de l’Ouest, Institut de recherche de la faculté Saint-Jean Edmonton, 1992, p.115-125.
- « Les fonds  Michaud et Morice ( Centre de recherche en civilisation canadienne-française de l’Université d’Ottawa), L’Ouest canadien et l’Amérique française, actes du 8e colloque du Centre d’études franco-canadiennes de l’Ouest, Centre d’études bilingues Université de Régina, 1988, p.85-100.
- « Félix-Antoine Savard et les mots », Cultures du Canada français,  no 4 automne 1987,  Les Presses de l’Université d’Ottawa, p. 33-43.
- « La dialectique du conservatisme et de l’innovation dans l’œuvre de Marguerite Primeau », Les outils de la francophonie, actes du 6e colloque du centre d’études franco-canadiennes de l’ouest, CEFCO Université de Colombie-Britannique, 1986, p.186-204.
- Entrée « Savard, Félix-Antoine », The Oxford Companion to Canadian Literature, Oxford University Press, 1983, 843 p.
- « Le mythe des trois versions de Menaud, maître-draveur », Revue d’histoire littéraire du Québec et du Canada français, 4, été-automne 1982, p.83-90. / «Les deux versions de L’Abatis : un phénomène passé inaperçu», Revue d’histoire littéraire du Québec et du Canada français, 4, été-automne 1982, p.91-99.